# Széchényi-Nationalbibliothek
Die Széchényi-Nationalbibliothek (ungarisch Országos Széchényi Könyvtár) ist die Nationalbibliothek des ungarischen Staates. Ihre Hauptaufgaben sind das Sammeln des schriftlichen Kulturerbes, dessen Erfassung, Pflege und Bearbeitung sowie die Aufgabe, das kulturelle Erbe der Öffentlichkeit zugänglich zu machen.

## Geschichte

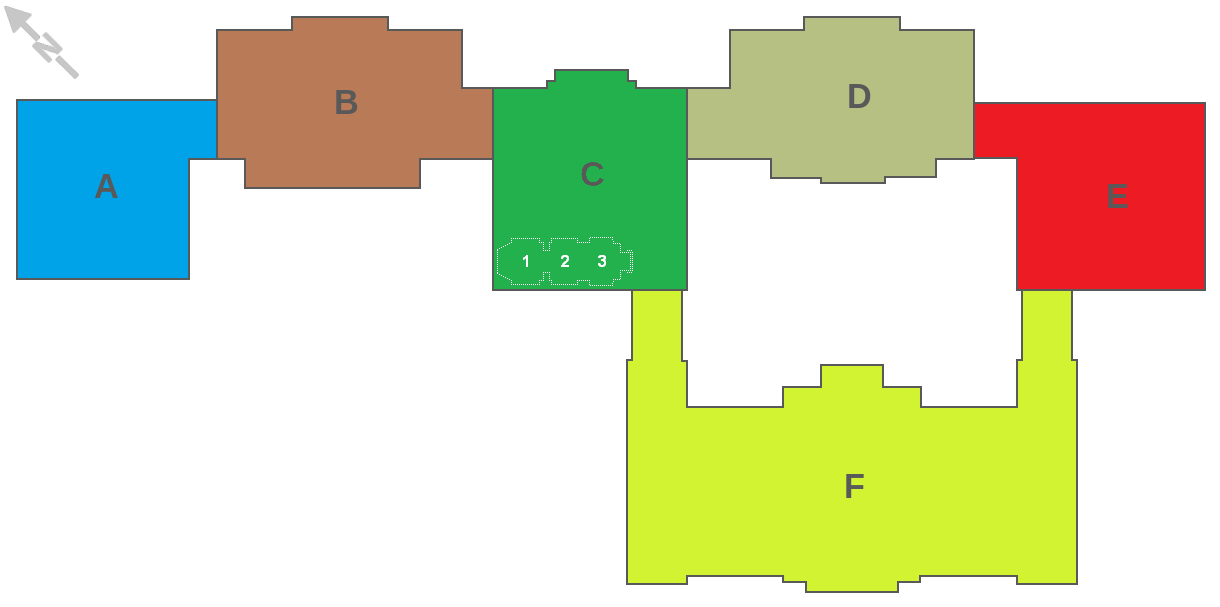
Plan des Burgpalastes: Gebäude A, B, C, D – Ungarische Nationalgalerie, Gebäude E – Historisches Museum, Gebäude F – Széchényi-Nationalbibliothek. Unter dem Gebäude C die Palatinusgruft mit 3 Räumen.

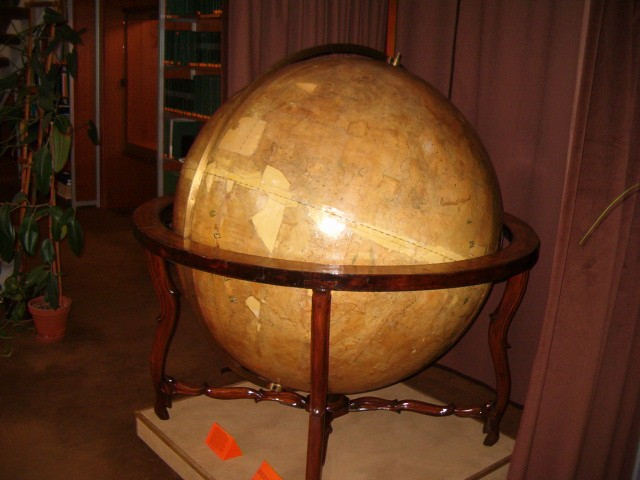
Der Perczel-Globus in der Kartensammlung der Nationalbibliothek

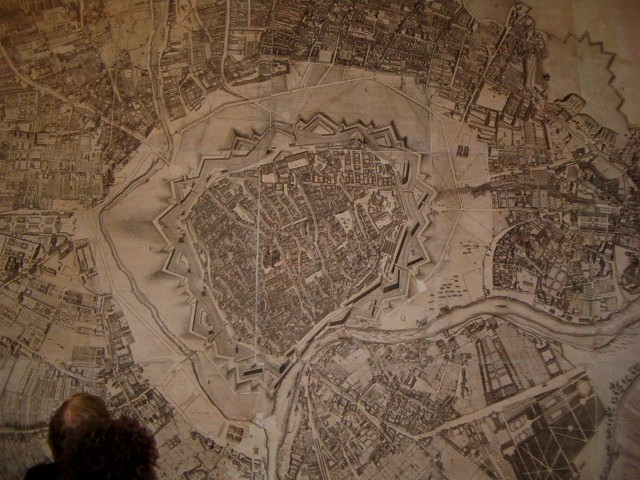
Eine historische Karte Wiens in der Kartensammlung der Nationalbibliothek

Die Bibliothek wurde von Graf Ferenc Széchényi am 25. November 1802 gegründet. Sie war nach der Universitätsbibliothek Budapest das erste öffentliche Institut ihrer Art in Ungarn. Zur Zeit der Gründung besaß die Bibliothek etwas mehr als 13.000 Bücher, mehr als 1.200 Manuskripte, mehrere hundert Landkarten, Wappen, Stiche und Münzen. Ihr Gründungsdokument wurde am 26. November 1802 vom König bestätigt, und das Institut selbst wurde 1803 für die Öffentlichkeit in Pest (östliche Stadthälfte von Budapest) eröffnet. Die Bibliothek wurde anfangs weiter durch freiwillige Spenden finanziert.
Diese Gelder ermöglichten die Eröffnung des Ungarischen Nationalmuseums, in dessen Institutionssystem die Nationalbibliothek eingepasst wurde. Danach hieß die Nationalbibliothek offiziell Széchényi-Nationalbibliothek des Nationalmuseums. Die Münzen, die zuerst im Besitz der Bibliothek waren, wurden Eigentum des Museums.
Von 1846 bis 1847 wurde die Nationalbibliothek ins klassizistische Gebäude des Nationalmuseums verlegt. 1949 wurde sie wieder zu einer selbständigen Einrichtung. Seit 1985 ist die Nationalbibliothek im Gebäude F der Budaer Burg untergebracht.
Eine in dieser Bibliothek aufbewahrte Karte wurde 2007 in das Weltdokumentenerbe der UNESCO aufgenommen, und zwar die von Lazarus Secretarius und seinem Lehrer Georg Tannstetter entworfene, 1528 in Ingolstadt gedruckte Landkarte Ungarns: Tabula Hungarie.

### Direktoren
Die Nationalbibliothek hatte seit ihrer Gründung 30 Direktoren bzw. Generaldirektoren:
| - Jakob Ferdinánd Miller (1803–1815) - István Horvát (1815–1846) - Gábor Mátray (1846–1875) - Vilmos Fraknói (1875–1879) - Béla Majláth (1879–1893) - József Szinnyei (1893–1894) - László Fejérpataky (1894–1919) - János Melich (1920–1922) - Bálint Hóman (1923) - Imre Lukinich (1924–1929) - Emil Jakubovich (1930–1934) - József Fitz (1934–1945) - József Györke (1945–1946) - Gábor Tolnai (1946–1947) - Béla Varjas (1948–1957) | - Magda Jóború (1958–1966) - Géza Sebestyén (1966–1968) - Magda Jóború (1968–1982) - Péter Zircz (1982) - Ferenc Molnár (1982–1984) - Zoltán Havasi (1984–1986) - Gyula Juhász (1986–1993) - Géza Poprády (1993–1999) - István Monok (1999–2009) - Andrea Sajó (2010–2013) - Péter Szemerei (2013–2014) - János Káldos (2014) - László Tüske (2014–2019) - Judit Hammerstein (2019–2020) - Dávid Rózsa (seit 2020) |